# 堀川仁
堀川 仁（ほりかわ じん、1962年12月16日 - ）は、日本の男性声優。兵庫県出身。大沢事務所所属。

## 出演
太字はメインキャラクター。

### テレビアニメ
1996年
- B'T X（B'Tエックス）

1997年
- エルフを狩るモノたちII（観光客）
- 名探偵コナン（1997年 - 2017年、竹下裕信、桜庭裕一、巽耕作、片桐涼一、番藤彦一）

1998年
- Weiß kreuz
- serial experiments lain（おやじ、声）
- デビルマンレディー（男）
- 魔術士オーフェン（1998年 - 1999年、親父達、船長） - 2シリーズ
- LEGEND OF BASARA（村人、男、赤の軍・隊長 他）

1999年
- 週刊ストーリーランド（香澄の彼、刑事）
- ゾイド -ZOIDS-（1999年 - 2000年、ロブ・ハーマン）
- ∀ガンダム（鉱員A、DC兵D）
- デジモンアドベンチャー（デジタマモン）
- 忍たま乱太郎（生徒、男）
- 火魅子伝（焔燬）

2000年
- 幻想魔伝 最遊記（是音）
- デジモンアドベンチャー02（デジタマモン）
- NieA 7（店長）
- はじめの一歩（2000年 - 2009年、実況アナウンサー） - 3シリーズ

2001年
- The Soul Taker 〜魂狩〜（役員A）
- ゾイド新世紀スラッシュゼロ（ジャッジマン、ナレーション、ラインバック、声）
- HELLSING（ピーター・ウインフィールド卿、受験者、無線声、陸軍ヘリパイロット）
- まほろまてぃっく（2001年 - 2002年、佐倉泰造、ベルナール・バスティア） - 2シリーズ

2002年
- 十二国記（柴望、冗祐、渡辺先生、使令、天官）
- ヒートガイジェイ（研究員）
- ポケットモンスター（アナウンサー）
- ロックマンエグゼ（2002年 - 2006年、マサ / ビーフ司令 / 覆面隊長、ナイトマン、ニュースキャスター） - 5シリーズ

2003年
- GAD GUARD（査察官A）
- ガンパレード・マーチ 〜新たなる行軍歌〜（アナウンサー）
- 神魂合体ゴーダンナー!!（芝草）
- SPACE PIRATE CAPTAIN HERLOCK（キャスター）
- DEAR BOYS（教師）
- TEXHNOLYZE（暗殺者、岩田靖明）
- 鋼の錬金術師（2003年 - 2004年、男、ハクロ将軍）
- FIRESTORM（ジェームス・ブレーディ）

2004年
- 頭文字D Fourth Stage（2004年 - 2005年、秋山延彦）
- Wind -a breath of heart-（鳴風秋人）
- かいけつゾロリ（ベロ）
- サムライガン（稲妻）
- サムライチャンプルー（臨時廻り）
- 神魂合体ゴーダンナー!! SECOND SEASON（芝草）
- 蒼穹のファフナー Dead Aggressor（スタッフ）
- 爆裂天使（白蘭幹部）
- 妄想代理人（龍田慎一郎、ニュースNA）

2005年
- IGPX（マサ・イシカワ）
- CLUSTER EDGE（労働者）
- 戦国英雄伝説 新釈 眞田十勇士 The Animation（宇喜多中納言秀家）
- BLACK CAT（イゴール・プランター）
- ポケットモンスター アドバンスジェネレーション（2005年 - 2006年、アナウンサー）

2006年
- オーバン・スターレーサーズ（グローア、フリント）
- Canvas2 〜虹色のスケッチ〜（美術教師）
- スーパーロボット大戦OG -ディバイン・ウォーズ-（テツヤ・オノデラ）
- NANA（横井）
- まじめにふまじめ かいけつゾロリ（パパさん）
- MUSASHI -GUN道-（ロウニン）
- MÄR-メルヘヴン-（2006年 - 2007年、カペル・マイスター）
- 夢使い（楠園源九郎）

2007年
- 機動戦士ガンダム00（部長、ボルス・アッサン、艦長）
- デルトラクエスト（ルーカス / 馬車の男）
- BLUE DRAGON（2007年 - 2009年、サーベルタイガー） - 2シリーズ
- ポケットモンスター ダイヤモンド&パール（2007年 - 2010年、アナウンサー）
- REIDEEN（才賀巧）
- 湾岸ミッドナイト（城島洸一）

2008年
- アリソンとリリア（レーグ中佐）
- ゴルゴ13（フランク・カーター）
- 北斗の拳 ラオウ外伝 天の覇王（ハバキ）
- Mission-E（笹谷士郎）

2009年
- うちの3姉妹（実況アナ、テレビナレーション）
- グイン・サーガ（ユナス）
- RIDEBACK -ライドバック-（キャスター、SNNキャスター）

2010年
- こばと。（父親）
- スーパーロボット大戦OG -ジ・インスペクター-（テツヤ・オノデラ）
- 伝説の勇者の伝説（ストオル軍隊長）
- ドラえもん（テレビ朝日版第2期）（アナウンサー、アナウンス）
- 鋼の錬金術師 FULLMETAL ALCHEMIST（カーリー）

2011年
- UN-GO（水野左近）
- 灼眼のシャナIII（“哮呼の狻猊”プルソン）
- ちはやふる（2011年 - 2020年、綿谷彰） - 3シリーズ
- フジログ
- ブレイド（ハマサキ）

2012年
- エリアの騎士（実況）

2014年
- Free!-Eternal Summer-（鮫柄水泳部顧問）

2016年
- アクティヴレイド -機動強襲室第八係-（局長、風間局長） - 2シリーズ

2017年
- 正解するカド（アダム・ワード）

2020年
- ゾイドワイルド ZERO（ジョシュア・コンラッド）

### 劇場アニメ
- 劇場版 幻想魔伝 最遊記 Requiem 選ばれざる者への鎮魂歌（2001年、妖怪）
- 東京ゴッドファーザーズ（2003年）
- マルドゥック・スクランブル 圧縮（2010年、検事）

### OVA
1997年
- 企業戦士YAMAZAKI（佐藤）
- 銀河英雄伝説
- B'T X NEO（B'Tエックス）
- 竜機伝承（兵士C、牢番兵、帝国兵D）

1998年
- 火宵の月〜秋狂言〜（御家人）
- 銀河英雄伝説外伝 千億の星、千億の光（ウィレム・ホーランド）

2000年
- 銀河英雄伝説外伝 第三次ティアマト会戦（ウィレム・ホーランド）

2003年
- キノの旅 〜とっておきの話〜（町の人）
- はじめの一歩 間柴vs木村 死刑執行（実況アナウンサー）

2004年
- Wind -a breath of heart-（鳴風秋人）

2005年
- スーパーロボット大戦ORIGINAL GENERATION THE ANIMATION（テツヤ・オノデラ）

2007年
- 頭文字D BATTLE STAGE 2（秋山延彦）

2011年
- 埼玉県在住、フジヤマオサム、33歳、無職（ニート）。 〜フジログ入門編〜

### ゲーム
1993年
- 悪魔城ドラキュラX 血の輪廻（リヒター・ベルモンド）

1997年
- VIRUS（ジャンキー1）
- 竜機伝承2（バディ・サルドニクス、アディル司令）

1998年
- 堕落天使（ルチオ・ロッシ）
- G.A.S.P!! 〜 Fighter’sNEXTream 〜（堺勇馬）
- ときめきメモリアル ドラマシリーズVol.2 彩のラブソング（番長）

1999年
- いつか、重なりあう未来へ（カール・シュタイフ）

2000年
- 婆裟羅（井伊直政、鳥居元忠、伊達政宗）
- 竜機伝承3 〜黄昏に導かれし者たち〜（アクイナス、ごろつきB、市民）

2003年
- ANUBIS ZONE OF THE ENDERS（テイパー）
- SOCOM: U.S. NAVY SEALs

2004年
- 十二国記 -赫々たる王道 紅緑の羽化-（柴望）

2005年
- 鋼の錬金術師3 神を継ぐ少女（一族の戦士〈仮面〉）
- ロマンシング サガ -ミンストレルソング-（サルーイン）

2007年
- アサシン クリード（タミール）
- スーパーロボット大戦OG ORIGINAL GENERATIONS（テツヤ・オノデラ）
- スーパーロボット大戦OG外伝（テツヤ・オノデラ）

2009年
- アサシン クリード II（フェデリコ・アウディトーレ）

2011年
- デビルサバイバー オーバークロック

2012年
- 第2次スーパーロボット大戦OG（テツヤ・オノデラ）

2013年
- スーパーロボット大戦Operation Extend（ロブ・ハーマン）

2014年
- はじめの一歩（実況アナウンサー）
- 朧村正（小坊主）

2016年
- スーパーロボット大戦OG ムーン・デュエラーズ（テツヤ・オノデラ）

2019年
- スーパーロボット大戦X-Ω（テツヤ・オノデラ）

### ドラマCD
- あそびにいくヨ! ドラマCD（淵東）
- Wind -a breath of heart-（鳴風秋人）
- EREMENTAR GERAD ドラマCD第1巻（ラグドール）
- スーパーロボット大戦 ORIGINAL GENERATION THE SOUND CINEMA Vol.1（テツヤ・オノデラ）
- スーパーロボット大戦 ORIGINAL GENERATION THE SOUND CINEMA Vol.2（テツヤ・オノデラ）
- スーパーロボット大戦 ORIGINAL GENERATION THE SOUND CINEMA Vol.3（テツヤ・オノデラ）
- 星界の紋章 第III章 〜異郷への帰還〜（トライフ）
- 天使禁猟区 物質界編
- 倒凶十将伝外伝（凶魔・濡れ吹き）
- 倒凶十将伝 魔王の心臓（星剣）
- ときめきメモリアルシリーズ
  - 月刊ときめきメモリアル No.1（教師）
  - 月刊ときめきメモリアル No.5（係員）
  - ときめきメモリアル 虹色の青春 forever Vol.2（サッカー部員C）
  - ときめきメモリアル 虹色の青春 forever vol.3（サッカー部員A）
  - ときめきメモリアル 彩のラブソング with you vol.1、3、5（番長）
- BASARA 茜の章2 運命の流転（村人）
- 仏ゾーン2 試練の章（仏ゾイド・ダキニ）
- 夢使い 新たなる夢使い!（楠園源九郎）

### BLCD
- グラビテーションI（担任）
- 少年魔法士
  - 香港ジャック・ザ・リッパー（旦那様）
  - 破幻の眼（騎士B）
- TOMOI（キース）
- ドクター×ボクサー ライバルも犬を抱く（コーチ）
- WEST END 3（三つ子A）
- 110番は甘い鼓動（宗森光治）
- ミス・キャスト2 隠し撮り（波川）
- 六月のシュールな薔薇（戸木田神父）

### 吹き替え

#### 担当俳優
イ・ソンギュン
- キングメーカー 大統領を作った男（ソ・チャンデ）
- コーヒープリンス1号店（チェ・ハンソン）
- 残酷な出勤（マロ）
- パラサイト 半地下の家族（パク・ドンイク）
- PMC:ザ・バンカー（ユン・ジイ）
- プロジェクト・サイレンス（ジョンウォン）
- ロマンチック・アイランド（ジェヒョク）

ジェームズ・マースターズ
- エンジェル（スパイク〈血まみれウィリアム〉）
- スーパーナチュラル シーズン7 #5（ドン・スターク）
- バフィー 〜恋する十字架〜（スパイク〈血まみれウィリアム〉）
- ライ・トゥ・ミー 嘘は真実を語る シーズン2 #2（ジェイ・ポラック検事補）

パトリック・フィッシュラー
- 刑事ナッシュ・ブリッジス（ぺぺ）
- コールドケース6 #21（モンティ・モーラン）
- ツイン・ピークス The Return（ダンカン・トッド）
- バーン・ノーティス 元スパイの逆襲 シーズン2 #2（ジミー）

#### 映画
- アシッド・ハウス（ジョニー〈ケヴィン・マクキッド〉）
- アース〜最後の闘い〜（オーガー〈リチャード・チェボル〉）
- 依頼人（ナッサー警部〈マーク・キャバス〉）※テレビ朝日版
- イルマーレ（ジフン〈キム・ジム〉）
- ウエスト・サイド物語（ぺぺ〈ジェイ・ノーマン〉）
- ウルトラ I LOVE YOU!
- ウェイキング・ライフ（バーニング男〈J・C・シェイクスピア〉）
- エネミー・オブ・アメリカ（レニー〈グラント・ヘスロヴ〉）※ソフト版
- エグゼクティブ・コマンド ※ソフト版
- キングピン/ストライクへの道（ギャンブラー〈クリス・エリオット〉、トーマス）※VHS版
- クイーン&ウォリアー（ベルダール〈ホエル・ホアン〉）
- クロスゲージ
- 恋する40DAYS（ニック〈カイ・レノックス〉）
- 地上より永遠に（マジオ〈フランク・シナトラ〉）※PDDVD版
- サイン・オブ・ゴッド（ローラント〈ロビンソン・レイチェル〉）
- ジャングル 2 ジャングル（ルイス〈デレク・スミス〉）
- ジェーン・オースティンのエマ（J・ナイトリー〈ガイ・ヘンリー〉）
- ジャック・ザ・リッパー（ロイド〈ノエル・ラ・ボン〉）
- 新・荒野の七人 馬上の決闘（キャシー〈バーニー・ケイシー〉）
- スカートの奥で（クラウディオ〈セルジ・ロペス〉）
- スーパーストーム
- セクシュアル・イノセンス（ルカ〈ステファノ・ディオニジ〉）
- SET IT OFF
- ターミネーター（マット・ブキャナン〈リック・ロソヴィッチ〉）※DVD・BDソフト版
- 007シリーズ
  - 007 リビング・デイライツ（スタッグ軍曹、本部の男性）※テレビ朝日版
  - 007 トゥモロー・ネバー・ダイ（レーダー兵）※ソフト版
  - 007 カジノ・ロワイヤル（トーナメント責任者）※テレビ朝日版
- テッセラクト（ロイ〈カルロ・ナンニ〉）
- 天使にラブ・ソングを2（ウォルフガング神父〈トーマス・ゴトシャルク〉）※日本テレビ版
- トランスポーター2
- ドリームキャッチャー
- 666〜デビルズ・サイン（ヘニング〈モーリッツ・ブライブトロイ〉）
- ドロップ・ゾーン ※テレビ朝日版
- 小さな贈りもの（整備士〈ジェームズ・ゲイル〉）
- 小さな目撃者（クリス・モルダー〈ジェイソン・メレルズ〉）
- チェリー2000
- 盗撮ドットコム（フランク〈トラヴィス・シェークスピア〉）
- 人間消失（カーペティア〈ゴードン・カリー〉）
- U.S.シールズ（ゲインズ〈ジャスティン・ウィリアムズ〉）
- バイオハザードII アポカリプス
- ハイボルテージ（ジョニー〈アントニオ・サバト・Jr.〉）
- バレンタイン
- パンドラ・プロジェクト（フランシスコ）
- ピースキーパー（サミュエルズ〈アラン・フォーセット〉）
- ビバリーヒルズ・コップ3 ※テレビ朝日版
- 秘密処刑官（クリーディー〈ゲイリー・ドゥーダン〉）
- ファイアーストーム（アンディ）
- ファイト・クラブ（エンジェル・フェイス〈ジャレッド・レト〉）※フジテレビ版
- 54 フィフティ★フォー（バック〈ジェイ・ゴード〉）
- フォーン・ブース
- ブギーナイツ（ジョニー〈ジェイソン・アンドリュース〉）
- ブラッドシェッド（スティーブン〈マイケル・トルッコ〉）
- プラトーン（クロフォード〈クリス・ペダーソン〉）
- ブレックファースト・オブ・チャンピオンズ（ウェイン・フーブラー〈オマー・エップス〉）
- ボーン・アルティメイタム
- ホスピタル・アンダー・シージ
- ボルケーノ in N.Y.（RJ〈エリック・ブレカー〉）
- ムッソリーニとお茶を（ヴィットリオ〈パオロ・セガンティ〉）
- メッセージ・イン・ア・ボトル（アンディ〈ラファエル・スバージ〉）
- モータルコンバット コンクエスト（スコーピオン〈クリス・カサマッサ〉）
- リーサル・ウェポン（警官）※テレビ朝日版
- ルル・オン・ザ・ブリッジ（デイヴ・ライリー〈リチャード・エドソン〉）
- レジェンド・オブ・ヒーロー/中華英雄（金傲〈アンソニー・ウォン〉）
- レマゲン鉄橋（バーンズ少佐〈ブラッドフォード・ディルマン〉）※テレビ東京新録版
- ワイアット・アープ ※テレビ東京版
- ワイルド・レーサー（クヌート〈ニルス・ブルーノ・シュミット〉）

#### ドラマ
- アリー my Love（ショーン〈マイケル・ディマジオ〉）
- X-ファイル
  - シーズン8 #16（アナウンサー、警備員）
  - X-ファイル2016（シーズン10）#2（グプタ〈ヴィク・サヘイ〉）
- キャッスル 〜ミステリー作家は事件がお好き シーズン2
- 刑事ナッシュ・ブリッジス（アルバート・リー〈フランソワ・チャウ〉、レナード〈ウィリー・ガーソン〉 他）
- サード・ウォッチ（タイ・デービスJr.〈コビー・ベル〉）
- ザ・プリテンダー 仮面の逃亡者（警備員、店員 他）
- サブリナ（ルーク〈シーン・ク・ジョンソン〉）
- CSI:科学捜査班
  - シーズン3 #5（パンキー・ディリンジャー）
  - シーズン4 #1 #2（スチュアート・ガードナー〈スコット・アラン・スミス〉）
- CSI:マイアミ #6 #24（スチュワート・オティス〈ウィリアム・オレアリー〉）
- ドーソンズ・クリーク（CJ〈ジェンセン・アクレス〉）
- 24 -TWENTY FOUR- シーズン4（ラフィーク / マルワンの部下〈アンソニー・アジジ〉）
- パワーレンジャー・ターボ（ハヴォック将軍〈トム・ワイナー、リチャード・カンシーノ〉）
- 犯罪捜査官ネイビーファイル（ペインター〈ティム・クイル〉 他）
- バンド・オブ・ブラザース（デビッド・ケニヨン・ウェブスター二等兵〈アイオン・ベイリー〉）
- ビバリーヒルズ青春白書
- 名探偵モンク2（マックス・プレミンガー）
- メントーズ〜世界の偉人たちからのメッセージ〜 #13
- リゾーリ&アイルズ3 #6（デール・ボウマン〈ライアン・マクパートリン〉）
- 愉快なシーバー家 シーズン2（アナウンサー）

#### アニメ
- トランスフォーマー ザ・リバース（クロスヘアーズ[11]、ヘイワイアー[11]、パウンス[11]、、フレイカス[11]、オンスロート[11]）
- バットマン:ブレイブ&ボールド（鉄〈声：ブライアン・ブルーム〉）

#### その他
- 人類、月に立つ（フレッド・ヘイズ〈アダム・ボールドウィン〉）

### 特撮
- 幻星神ジャスティライザー（2005年、デストコマンド・ツインズナイト弟の声）
- 宇宙戦隊キュウレンジャー THE MOVIE ゲース・インダベーの逆襲（2017年、アナウンスの声）

### ナレーション
- ゴルフ熱中宣言〜芹澤信雄50歳の挑戦〜（2010年、テレビ東京）
- 長島三奈の熱闘!スポーツM18（テレビ朝日）
- ブンデスリーガ ハイライト（フジテレビNEXT）
- 生活達人（TBS）
- 世界室内陸上（TBS）
- 世界警察24時〜芸能人が見た逮捕の瞬間〜（テレビ朝日）
- NEWS23（TBS）
- 爆笑問題の深海WANTEDニューカレドニアで世界初の快挙!連発スペシャル（2017年、フジテレビ）
- BS-TBS各番組番宣ナビゲーター
- BS世界のドキュメンタリー（NHK BS1）

### CMナレーション
- アクサ生命 テレビCM
- ジャパネットたかた チャレンジデーテレビCM
- ショップジャパン テレビCM
- DHC 健康工房 テレビCM
- セブンイレブン テレビCM
- デアゴスティーニ・ジャパン テレビCM

### ボイスオーバー
- 奇跡体験!アンビリバボー（フジテレビ）
- 幻解!超常ファイル（NHK BSプレミアム）
- ザ!世界仰天ニュース（日本テレビ）
- Dr．MITSUYA〜世界初のエイズ治療薬を発見した男〜（NHKドキュメンタリー、2015年）
- 人生が変わる1分間の深イイ話（日本テレビ）
- ネプ&イモトの世界番付（日本テレビ）
- BBC地球伝説（BS朝日）
- BS世界のドキュメンタリー（NHK BS1）

### その他コンテンツ
- 実写映画『ザ・ファブル』（2019年、声の出演）

### シリーズ一覧
1. ↑  第1シリーズ（2002年 - 2003年）、第2シリーズ『AXESS』（2004年）、第3シリーズ『Stream』（2005年）、第4シリーズ『BEAST』（2006年）、第5シリーズ『BEAST+』（2006年）